# Benjamin List
Benjamin List (Frankfurt am Main, 11 de janeiro de 1968) é um químico alemão, laureado com o Prêmio Nobel de Química em 2021.

## Biografia
Nascido em Frankfurt am Main, List se formou em química na Universidade Livre de Berlim em 1993, e obteve o seu PhD em 1997 na Universidade de Frankfurt.
Em 6 de outubro de 2021 foi laureado com o Prêmio Nobel de Química junto a David MacMillan "pelo desenvolvimento da organocatálise assimétrica."

## Carreira acadêmica
List é professor da Universidade de Colônia e diretor e professor do Instituto Max Planck de Pesquisa do Carvão. Também é pesquisador principal do Instituto de Descoberta de Reações Químicas da Universidade de Hokkaido.
Seu índice h é de 95 de acordo com o Google Scholar.